# 拉梅耶赖蒂耶
拉梅耶赖蒂耶（法語：La Meilleraie-Tillay，法語發音：[la mɛjʁɛ tijɛ]）是法国卢瓦尔河地区大区旺代省的一个市镇，属于丰特奈勒孔特区。

## 地理
拉梅耶赖蒂耶（46°44'28"N, 0°50'47"W）面积20.13 平方千米，位于法国卢瓦尔河地区大区旺代省，该省份为法国西部沿海省份，北起大西洋卢瓦尔省和曼恩-卢瓦尔省，西临大西洋，南至滨海夏朗德省，东部及东南部与德塞夫勒省接壤。
与拉梅耶赖蒂耶接壤的市镇（或旧市镇、城区）包括：勒布佩尔、沙瓦涅莱勒杜、蒙西雷涅、蒙图尔奈、普佐日、列奥米尔、塔吕-圣热姆。

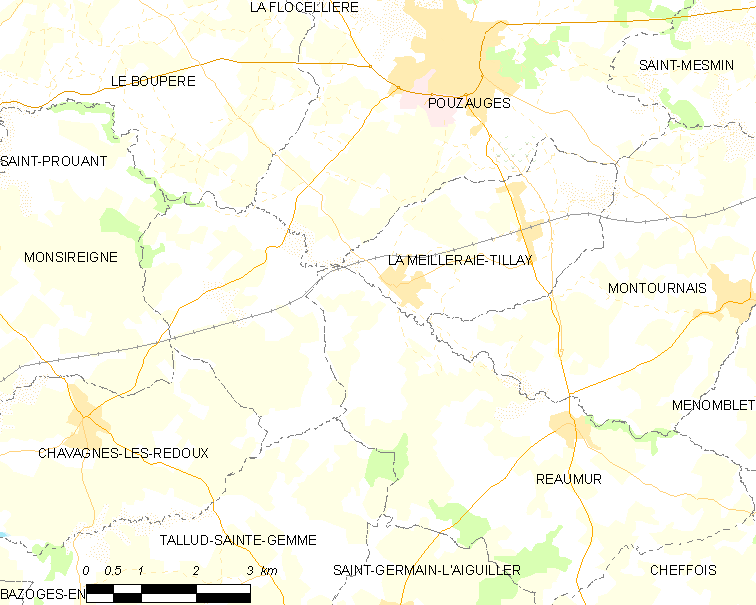
拉梅耶赖蒂耶的OSM定位图

拉梅耶赖蒂耶的时区为UTC+01:00、UTC+02:00（夏令时）。

## 行政
拉梅耶赖蒂耶的邮政编码为85700，INSEE市镇编码为85140。

## 政治
拉梅耶赖蒂耶所属的省级选区为莱塞比耶县。

## 人口

1962-2008年间拉梅耶赖蒂耶人口变化图示

拉梅耶赖蒂耶于2022年1月1日时的人口数量为1489人。